# Mateja Vraničar Erman
 (décembre 2023).
Si vous disposez d'ouvrages ou d'articles de référence ou si vous connaissez des sites web de qualité traitant du thème abordé ici, merci de compléter l'article en donnant les références utiles à sa vérifiabilité et en les liant à la section « Notes et références ».
Mateja Vraničar Erman, née le 7 novembre 1965, est une femme politique slovène. Elle est ministre des Finances de 2016 à 2018.

## Biographie
Avant d'occuper le poste de ministre des Finances, Mateja Vraničar Erman a travaillé dans le domaine de la régulation des taxes et en tant que secrétaire d'État dans le ministère des Finances d'avril 2010 à février 2012. Pour remplir ce rôle, elle était responsable de plusieurs activités importantes comme l'organisation d'unités du ministère des Finances et du système de taxes. De 1989 à 1993, la ministre a servi au ministère des Affaires étrangères. 
La ministre possède un master d'administration publique de l'université John F. Kennedy School à Harvard. Elle a aussi un diplôme de la faculté de droit de l'université de Ljubljana.